# Дајк
Дајк је интрузив, који дискордантно пресеца:
- планарне стенске структуре, као што су слојевитост или фолијација;
- масивне стенске формације, као што то чине магматске интрузије или дијапири халита.

Стога, дајкови могу имати магматско или седиментно порекло.
Дајкови магматског порекла су жична тела која пресецају постојеће стене под косим углом. Формирају се због немогућности магме да се пробије на површину. Због тога се она утискује у повлатне стеновите масе у виду интрузивних жица и ту се хлади. Услед еродирања околних мекших стена дајкови се могу појавити у рељефу у виду зубаца, стубова или остењака. Ови облици упадљиво штрче у рељефу захваљујући отпорности њихове стенске масе.